# Baeriidae
Baeriidae is een familie van sponsdieren uit de klasse van de Calcarea (kalksponzen).

## Geslachten
- Eilhardia Poléjaeff, 1883
- Lamontia Kirk, 1895
- Leuconia Grant, 1833
- Leucopsila Dendy & Row, 1913